# Dominique Janssen
Dominique Janssen, född den 17 januari 1995 i Horst aan de Maas, är en nederländsk fotbollsspelare som spelar för VfL Wolfsburg.
Janssen ingick i det nederländska laget som vann EM i Nederländerna 2017. Hon var också med i Nederländernas lag under VM i Kanada 2015 och VM i Frankrike 2019. Som junior var Janssen med och vann U19-Europamästerskapet i fotboll för damer 2014.